# なかやまきんに君の筋肉留学
なかやまきんに君の筋肉留学は、ヨシモトファンダンゴTVで月に1回放送されていた番組。

## 内容
2006年9月に、ロサンゼルスへ筋肉留学したなかやまきんに君を、追い続ける番組。

## 出演
- なかやまきんに君

## ゲスト
- 千鳥
- 小籔千豊
- 川畑泰史
- 今別府直之
- ビッキーズ・須知
- ケンドーコバヤシ
- サバンナ

## 放送日
- 第1回　2006年11月17日
- 第2回　2007年1月14日